# Bergstein (Hürtgenwald)
Bergstein in der Eifel ist ein Ortsteil der Gemeinde Hürtgenwald im nordrhein-westfälischen Kreis Düren. Er hat etwa 900 Einwohner im Nationalpark Eifel.

## Geographische Lage
Bergstein liegt in der Rureifel, einem Teil der Nordeifel, im Naturpark Hohes Venn-Eifel; etwa 1,5 km südöstlich breitet sich der Nationalpark Eifel aus. Das Dorf befindet sich zwischen den Hürtgenwalder Gemeindeteilen Brandenberg im Nordwesten und Zerkall im Ostsüdosten. Etwas südlich vorbei an der Ortschaft fließt die Kall, die bei Zerkall auf etwa 175 m Höhe in die Rur mündet; letztere verläuft anschließend etwas nördlich von Bergstein durch den Stausee Obermaubach. Östlich vom Dorf erhebt sich oberhalb von Kall- und Rurtal der Burgberg (400,8 m ü. NHN), auf dem früher die Burg Berenstein stand; deren Steine wurden verwendet, um die nahe Burg Nideggen zu errichten. Aktuell steht auf dem Berg der Aussichtsturm Krawutschketurm.

## Geschichte

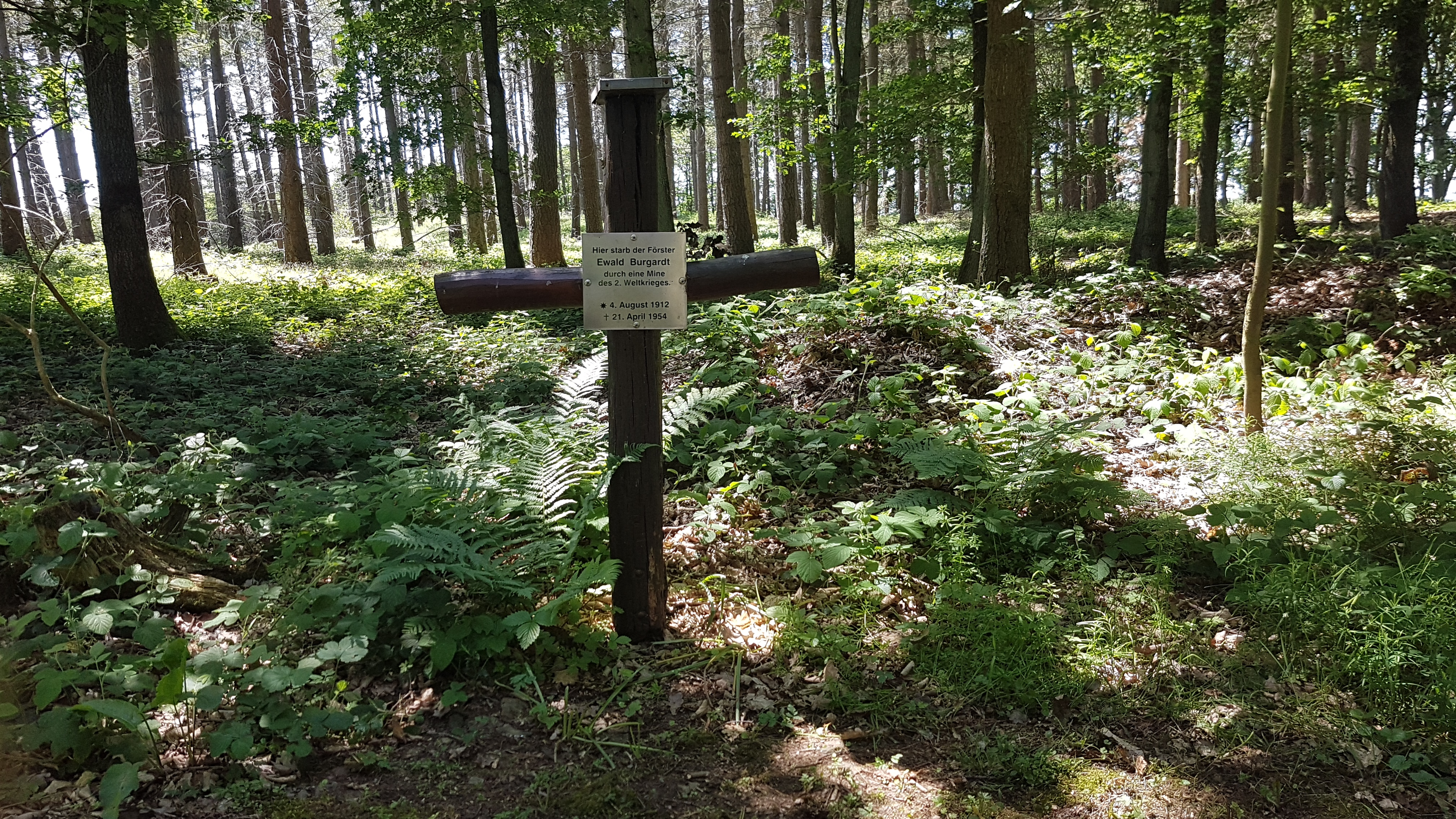
1954, 10 Jahre nach den Kämpfen, starb hier ein Förster durch eine Mine

Bergstein wurde am 1. Juli 1969 in die neue Gemeinde Hürtgenwald eingegliedert. Vorher war es dem Amt Straß-Bergstein angehörig.
Während der Kämpfe im Hürtgenwald 1944 hatte Bergstein bzw. der Burgberg eine herausragende Bedeutung. Erst im Februar 1945 war der Burgberg in amerikanischer Hand.

## Ortsbild und Einrichtungen

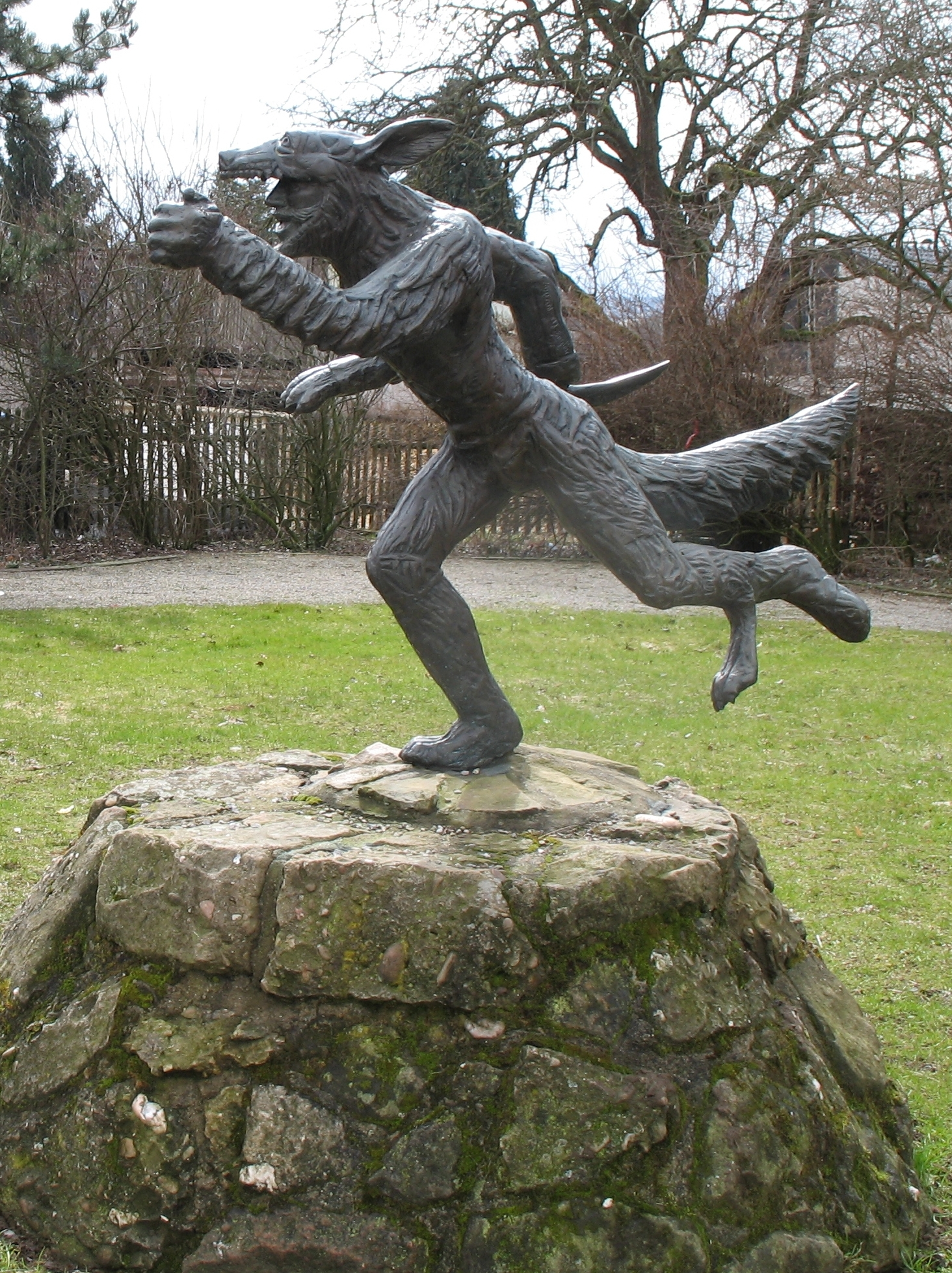
Bergstein: Denkmal Sürthgens Mossel

Die Pfarrkirche Heilige Maurische Märtyrer stammt aus dem Mittelalter. Auf dem Dorfplatz befindet sich das Denkmal des Sürthgens Mossel. Der Ort hat eine Grundschule. Forum Berinsteyn ist der Name des örtlichen Bürgerhauses, einer umgebauten ehemaligen Bankfiliale. Westlich von Bergstein liegt das Segelfluggelände Düren-Hürtgenwald des Segelsportverein Düren e. V., wo die Flugzeuge mit einer Seilwinde in die Luft gezogen werden.

## Verkehr
Durch Bergstein und südlich vorbei am Burgberg führt die kurvige Landesstraße 11 (Brandenberg–Bergstein–Zerkall), von der im Dorf die Burgstraße in Richtung des Burgbergs abzweigt.
Busse des Rurtalbus fahren auf den AVV-Linien 285 und 286 durch den Ort. Bis zum 31. Dezember 2019 wurde die Linie 286 vom BVR Busverkehr Rheinland betrieben.
| Linie | Verlauf |
| ----- | --- |
| 285   | Kleinhau – Brandenberg – Bergstein – Zerkall – Brück – Nideggen |
| 286   | Düren Bf/ZOB – StadtCenter – Kaiserplatz – Rölsdorf – Birgel – Gey (– Horm / Straß) – Großhau – Kleinhau – (Brandenberg – Bergstein –) Hürtgen – Vossenack (– Schmidt) |